# Eficiencia cuántica

Gráfica de la eficiencia cuántica.

La eficiencia cuántica es una cantidad definida para un dispositivo fotosensible como el porcentaje de fotones que chocan con la superficie fotorreactiva que producirá un par electrón-hueco. Es una medida precisa de la sensibilidad del dispositivo.  A menudo se mide sobre un rango de diferentes longitudes de onda para caracterizar la eficiencia del dispositivo a cada energía. La película fotográfica tiene típicamente una eficiencia cuántica de menos del 10%, mientras los CCDs pueden tener una eficiencia cuántica sobre 90% en algunas longitudes de onda.